# Antoine Forqueray
Antoine Forqueray (París 1671- Mantes-la-Jolie 1745) fue un compositor francés e intérprete virtuoso de la viola de gamba. 

## Biografía
Nació en París, y fue el más conocido de una saga de músicos, entre los que se encuentran su primo Michel Forqueray (1681-1757), su hijo Jean-Baptiste Forqueray (1699-1782) y Nicolas-Gilles Forqueray (1703-1761) que era primo segundo de Jean-Baptiste.
Su padre fue violista y maestro de baile. Con toda probabilidad le dio sus primeras lecciones que asimiló con rapidez, pues fue considerado un niño prodigio, actuando muy joven para el rey, quien patrocinó generosamente su educación en la corte. En 1689, con tan sólo 18 años, fue nombrado musicien ordinaire de La Chambre du Roy de Luis XIV. A menudo interpretaba para entretener al rey durante las comidas y ante los embajadores extranjeros. Fue muy considerado como profesor, teniendo entre sus alumnos a Felipe de Orleans (futuro regente) y a su hijo Luis.
En 1697 se casó con Henriette-Angélique Houssu, hija de un organista y ella misma clavecinista. Frecuentemente interpretaba acompañado de su esposa al clave en sus recitales. Sin embargo, el matrimonio tuvo varias rupturas, separándose definitivamente en 1710. 
En 1730 se retiró a Mantes la Jolie, donde murió en 1745. No publicó nada en vida, pues afirmaba que aprender de las páginas impresas era para músicos holgazanes. 
Su hijo Jean-Baptiste publicó la colección de 32 Pieces de viole avec la Basse Continue de su padre, acompañada por transcripciones para teclado e incluyó también tres obras propias. Según algunos estudiosos, varias de las publicadas bajo el nombre de su padre podrían ser en realidad suyas.
Junto a Marin Marais, fue considerado por sus contemporáneos el mayor virtuoso como intérprete de la viola de gamba. Deseaba tocar con la viola de gamba todo lo que podían realizar los músicos italianos con el violín. Su capacidad para la improvisación era notable. Se decía que interpretaba como un demonio, a diferencia de Marin Marais, que lo hacía como un ángel.

## Discografía
- Pièces de viole avec la basse continuë por Paolo Pandolfo (integral, Glossa; 2 CD)